# Où on va, papa?
Où on va, papa? är en roman skriven av Jean-Louis Fournier, publicerad av Éditions Stock den 20 augusti 2008. Den vann Feminapriset samma år.

## Sammanfattning
Den starkt självbiografiska romanen handlar om Jean-Louis Fournier som är far till tre barn, varav de två första – pojkarna Mathieu och Thomas – är fysiskt och psykiskt handikappade. Hans fru lämnar honom efter födseln av det tredje barnet, en flicka, Marie, som inte lider av något handikapp. Med mörk humor berättar författaren om lyckan av den första födseln, skräcken inför sjukdomsbeskedet, sedan den nya lyckan, två år efter, i och med födseln av det andra barnet. "Den här kan inte också vara onormal, kan den?" frågar han sig själv. Olyckligtvis är så fallet. I boken går det äldsta barnet bort vid 15 års ålder efter en ryggradsoperation för att bota skoliosen som hindrar honom från att stå rakt. Det andra barnet överlever honom upp till över 30 års ålder. Historien berättar inte om slutet för det barnet.

## Kontrovers
Romanen har varit föremål för många kontroverser. Läsarna blev rörda av historien som berörde hur man hanterar att leva med sina barns handikapp och behärska sin sons bortgång. Många var upprörda över Jean-Louis Fourniers motståndskraftiga åsikter om sina barn och framför allt cynismen som han visar prov på.
Agnès Brunet, modern till barnen som behandlas i boken, startade en blogg kallad Où on va, maman, för att besvara vissa ställen i boken och vissa frågor som har ställts till henne. Men efter åläggande av Jean-Louis Fournier och hans förlag döptes bloggen om till Le maman de Mathieu et Thomas och vissa omtvistade ställen i boken har tagits bort.

## Utgåvor
- Éditions Stock, 2008, ISBN 2234061172
- Le Livre de poche, 2010, ISBN 978-2253127840